# Saint-Fulgent
Saint-Fulgent is een gemeente in het Franse departement Vendée (regio Pays de la Loire) en telt 3234 inwoners (2004). De plaats maakt deel uit van het arrondissement La Roche-sur-Yon.

## Geografie
De oppervlakte van Saint-Fulgent bedraagt 36,7 km², de bevolkingsdichtheid is 88,1 inwoners per km².
De onderstaande kaart toont de ligging van Saint-Fulgent met de belangrijkste infrastructuur en aangrenzende gemeenten.

## Demografie
Onderstaande figuur toont het verloop van het inwonertal (bron: INSEE-tellingen).

1. ↑  Populations de référence 2022.